# Bamboo (actrice pornographique)
Pour les articles homonymes, voir Bamboo.
Bamboo, née le 24 mai 1974 à Saïgon, est une ancienne actrice pornographique et réalisatrice de films X française d'origine vietnamienne.

## Biographie
D'abord habituée des milieux de l'échangisme, Bamboo fait ses débuts dans le cinéma pornographique en 1998, devant la caméra de Pierre Woodman. Elle utilise initialement le nom de Jade — par ailleurs utilisé à la même époque par une autre actrice — avant d'opter pour son pseudonyme définitif. En 1999, elle est l'une des actrices principales de La Soirée de Connes, un X pastichant le Dîner de cons. Succès commercial lors de sa sortie, ce film de Patrice Cabanel reçoit le prix du meilleur film français lors de la cérémonie des Hot d'or 2000.
À l'instar d'autres hardeuses françaises, Bamboo tourne pendant un temps aux États-Unis dans les années 2000,. Principalement employée dans des rôles secondaires, elle voit cependant ses capacités reconnues dans le milieu du X français, qui fait appel à elle pour de nombreux films. En 2006, elle obtient le prix de la meilleure actrice dans un second rôle lors du festival international de l'érotisme de Bruxelles, notamment pour le compte de V.Communications. Elle arrête sa carrière en 2009.

## Filmographie partielle

### Actrice
- 1999 : Fuck My Ass de Toni Boni
- 1999 : Tournez cochonnes, de Fred Coppula (Œil du cochon)
- 1999 : La Soirée de Connes de Patrice Cabanel (JTC)
- 2000 : Les Actrices 2 de Patrice Cabanel
- 2000 : Enquete de Sexe de Patrice Cabanel
- 2000 : Rocco: Animal Trainer 3 de Rocco Siffredi
- 2001 : La Revanche des connes, de Patrice Cabanel (Alkrys)
- 2001 : Gangland 27 (Devil's Film)
- 2001 : La Boom de Stan Lubrick (Lucy Video)
- 2001 : La Revanche des connes de Patrice Cabanel (Alkrys)
- 2001 : Projet X de Fred Coppula (Blue One)
- 2001 : Anal Black Asianiques, de  Joachim Kessef (Maeva Video)
- 2002 : Une nuit au bordel de John B. Root (Marc Dorcel)
- 2002 : Digital Sex Bamboo et Nomi de Stan Lubrick (JTC Video)
- 2002 : Nonnes a Toutes Faires de Patrice Cabanel
- 2002 : Suce et avale de Patrice Cabanel (JTC Video)
- 2002 : Suce et tais-toi de Patrice Cabanel (JTC Video)
- 2003 : La Menteuse de Fred Coppula
- 2003 : Les Anales de la crypte de Giancarlo Bini
- 2003 : Les Marionnettes du Plaisir des Frères Blues
- 2004 : 9 garces de feu de Max Cortes
- 2004 : Le Bangtour 29 de Patrice Cabanel (V.com)
- 2004 : Petites garces en randonnée de Patrice Cabanel (JTC Video)
- 2004 : Vendeuses prêtes à niquer de Patrice Cabanel (JTC Video)
- 2004 : Rêves de jeunes filles, de Patrice Cabanel (Alkrys)
- 2005 : Serveuses au menu de Patrice Cabanel (JTC Video)
- 2005 : Tu bosses ou tu baises de Frederic La Verge
- 2006 : Da Vinci de Antonio Adamo
- 2006 : Délit sexuel de Francesco Fanelli
- 2006 : Éloge de la chair de Jack Tyler (V.com)
- 2006 : Le Point cul de Ovidie (V.com)
- 2006 : Les Concubines de Ovidie (V.com)
- 2007 : La Pervertie (V.com, également réalisatrice)

### Réalisatrice
Co-réalisatrice
- 2006 : Coiffeuse X à domicile
- 2007 : La Pervertie
- 2008 : Les Autostoppeuses du sexe
- 2008 : Les Petites vicieuses au pensionnat
- 2008 : Initiation d'une jeune libertine à la tentation
- 2009 : No Taboo Sous Les Tropiques

## Distinctions
- 2006 : Festival international de l'érotisme de Bruxelles, X Award de la Meilleure actrice française dans un second rôle, à égalité avec Lydia Saint Martin[5]
- 2009 : Festival international de l'érotisme de Bruxelles, X Award du meilleur film pour No taboo sous les Tropiques (co-réalisé avec Pascal Saint James)[7]